# Östra häradsdräkt, Småland
Östra häradsdräkt är en folkdräkt (eller bygdedräkt) från Östra härad i Jönköpings län.
Fransmannen Charles Ogier skrev 1634 angående dräkten att de småländska böndernas kläder var av svart ylle, läderstövlar (icke träskor) samt nattmössliknande huvudbonader, det vill säga toppmössor, och yllevantar.